# Lletraferit
Lletraferit és una revista trimestral valenciana de caràcter cultural i literari publicada per Llibres de la Drassana. La revista se centra especialment en temes relacionats amb la cultura i la literatura valencianes. Inclou crítica de llibres, relats, ressenyes d'actes culturals i actualitat esportiva.
Va ser fundada per Felip Bens el 1996, amb una primera etapa amb vora 100 números vinculada a l'editorial Oronella. La publicació desaparegué el 2008 i no seria fins a 2012 quan tornaria als quioscos, amb un nou equip vinculat a la tertúlia literària de Bens. Esta nova etapa seria publicada per Llibres de la Drassana, i el 2017 se sumaria Ediciones Plaza, passant la periodicitat de bianual a trimestral. El 2018 instauraren els Premis Lletraferit de literatura. En la seua primera etapa va estar dirigida durant anys per Andreu Tintorer primer, i per Josep Vicent Miralles posteriorment.

## Galeria
- Discurs de presentació del segon número, fet per Josep Vicent Miralles.